# Улица Сергеева-Ценского (Симферополь)
Улица Сергеева-Ценского — улица в Центральном районе Симферополя. Названа в честь писателя Сергея Сергеева-Ценского. Общая протяжённость — 900 м.

## Расположение
Улица берёт начало от Севастопольской улицы у площади Ленина. Пересекается улицами Турецкой, Караимской, Таврической и Краснознамённой. Соединена с Белогорской улицей. Заканчивается переходом в Нижнегоспитальную улицу. Общая протяжённость улицы Сергеева-Ценского — 900 метров.

## История

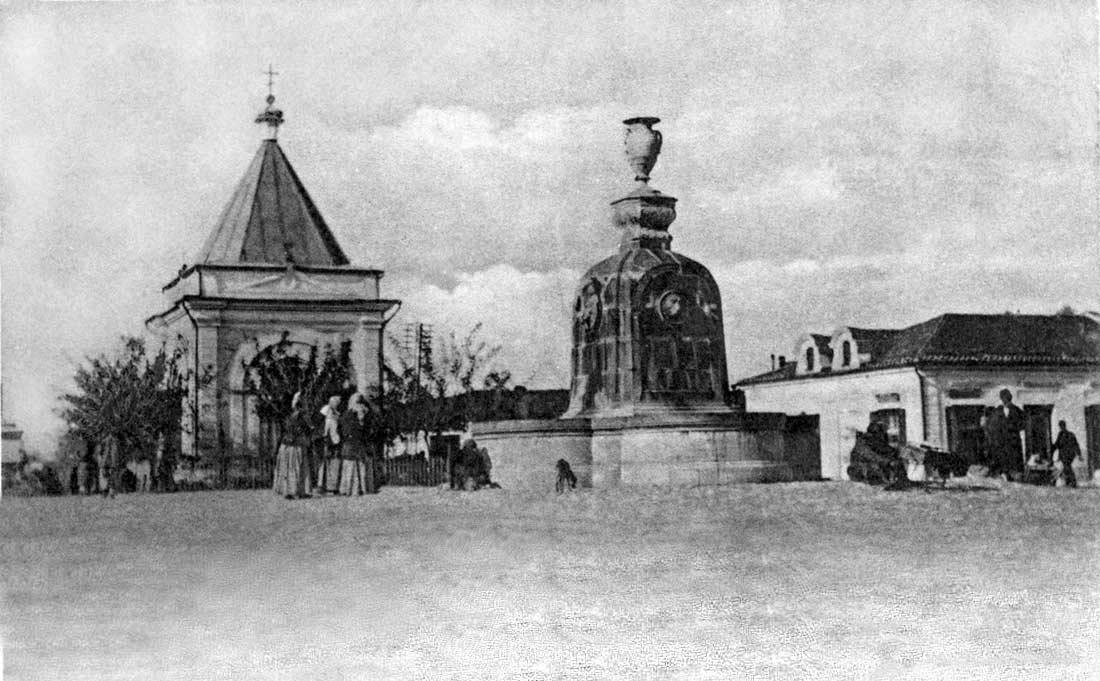
Львиный фонтан на Базарной площади в Симферополе, архитектор Гоняев К. И. Введён в строй в 1865, снесён в 1958.

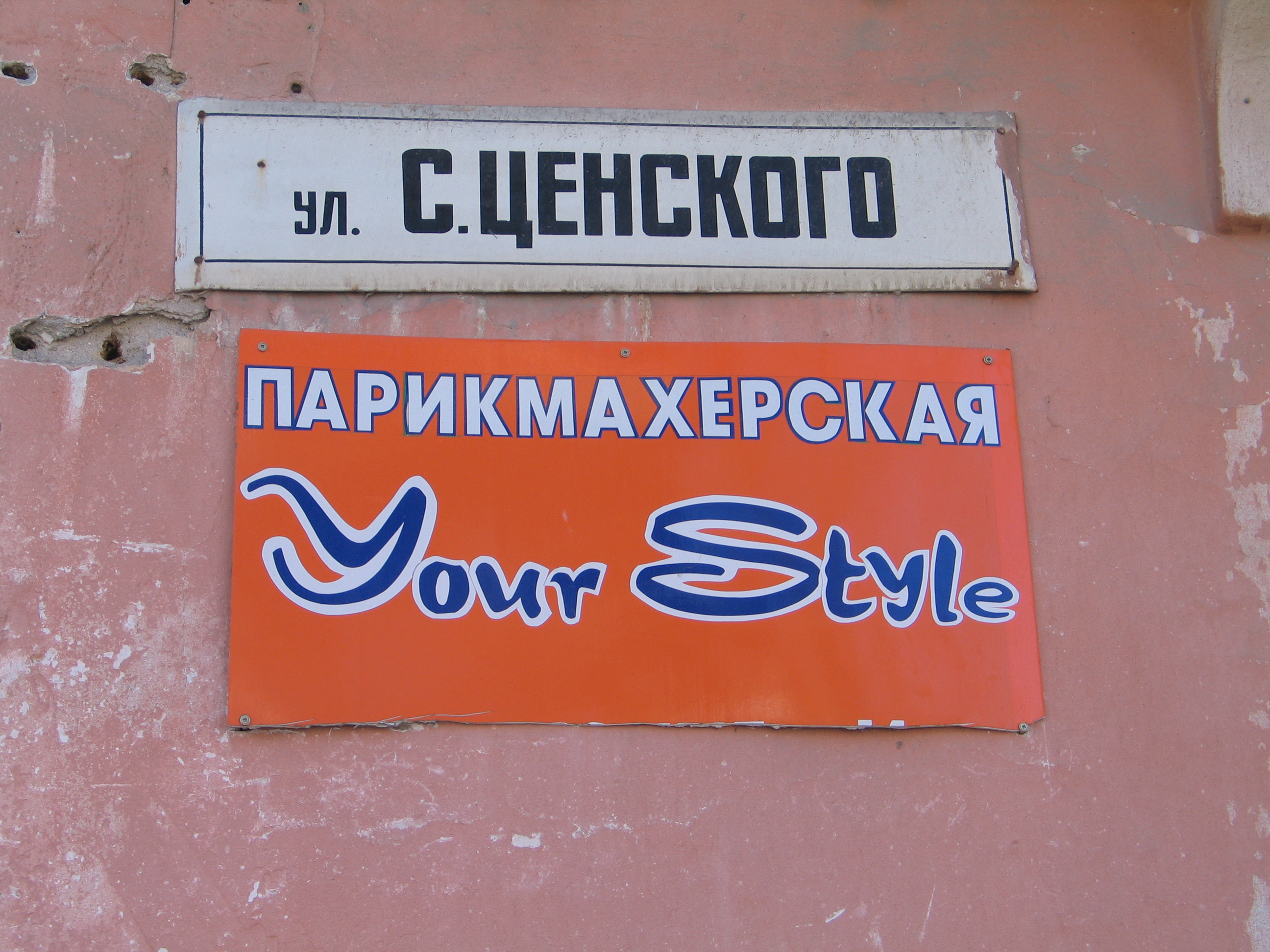
Табличка с указанием улицы, 2014 год

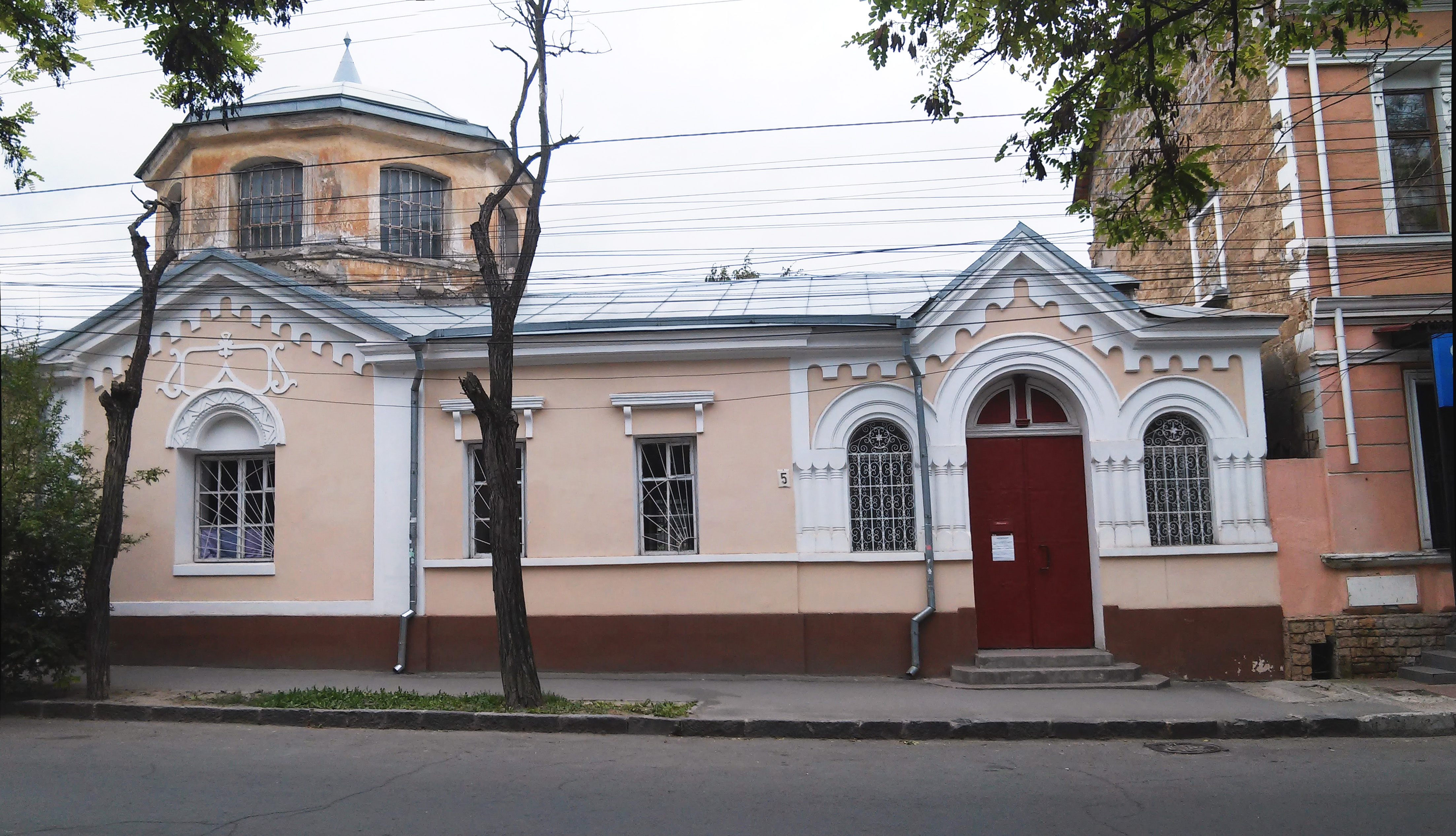
Введенская церковь, 2015 год

Первоначально улица называлась Фонтанной из-за установленного в 1865 году по проекту губернского архитектора К. И. Гоняева фонтана на Базарной площади (сейчас — площадь Ленина). Во время немецкой оккупации в 1941—1944 улица сохранила своё название (нем. Fontane Strasse). В 1950-е годы улица была переименована в честь писателя Сергея Сергеева-Ценского (1875—1958), проживавшего в Симферополе.
В доме № 2 располагалось гостиница «Ялта» (позднее снесена), которую в годы гражданской войны занимали белогвардейцы. В частности в этот дом приводили на допрос большевичек Евгению Жигалину и Фанни Шполянскую. В доме № 39 располагалось явочная квартира областной большевистской подпольной организации и работников ЦК КП(б). В этом же доме останавливался большевик Ян Гамарник, участвовавший 1 декабря 1918 года в губернской партийной конференции.

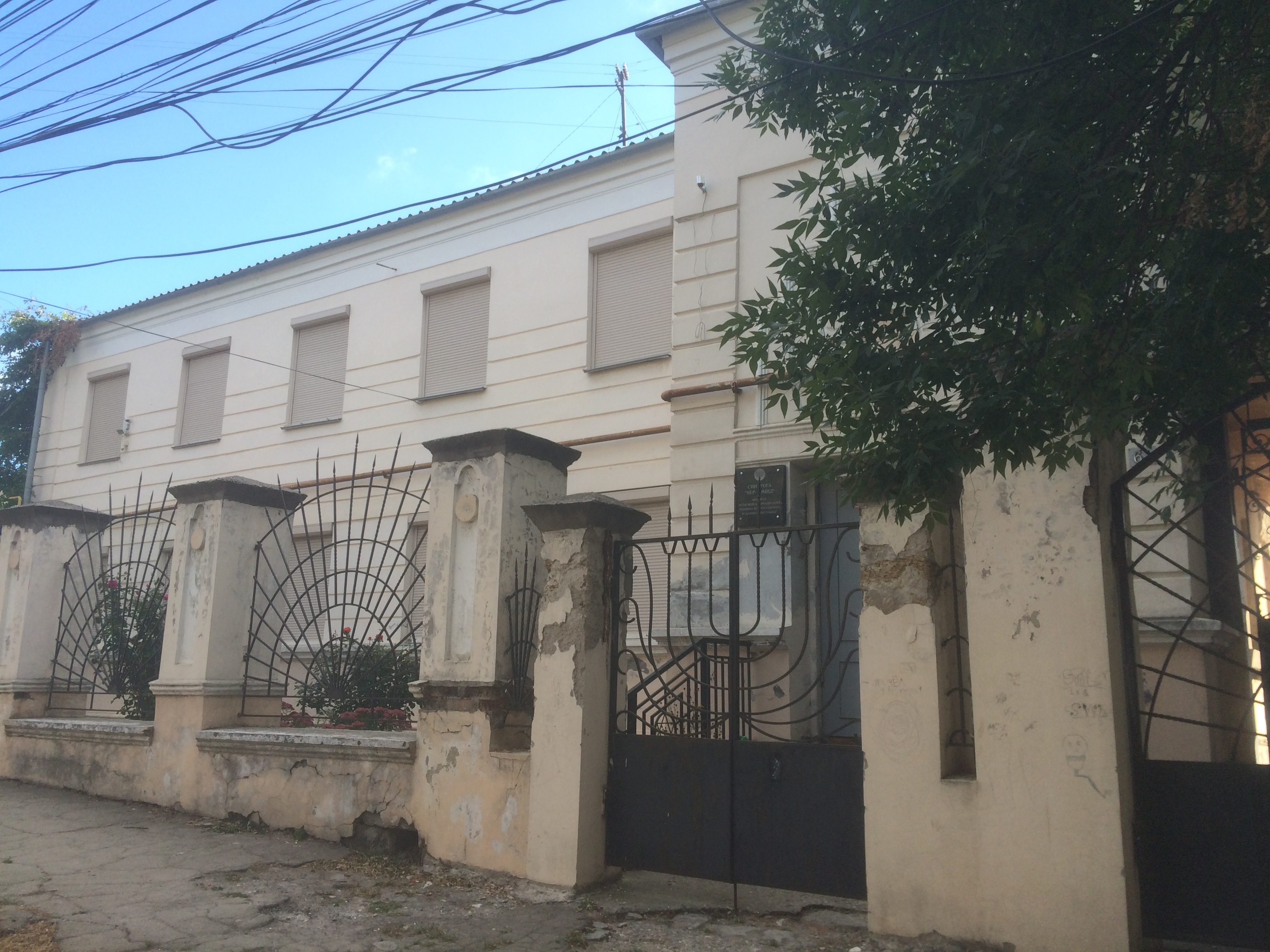
Синагога «Нер-Томид», 2017 год

В 1946—1949 годах на углу Фонтанной и Турецкой располагался молитвенный дом караимской религиозной общины Симферополя.
К 1983 году на улице Сергеева-Ценского располагались: Крымский областной Совет профессиональных союзов, строительно-монтажное управление, отдел республиканского проектно-изыскательского института «Укркоммунремдорпроект», магазин «Подписные издания», Дом культуры.
В 2016 году проводился ремонт дороге на одном из участков улицы.
В 2020 году на доме № 16 был нарисован мурал с портретом писателя Льва Толстого.
23 июня 2021 года на здании Дома профсоюзов (угол Сергеева-Ценского и Севастопольской) по инициативе «РИА Новости Крым» была открыта мемориальная доска Сергею Сергееву-Ценскому.
Осенью 2021 года улица была полностью отремонтирована.

## Здания и учреждения
- № 5 — Введенская церковь
- № 12/4 — Отделение Банка России по Республике Крым[10]
- № 26 — Дом доходный[11]
- № 61 — Синагога «Нер-Томид»

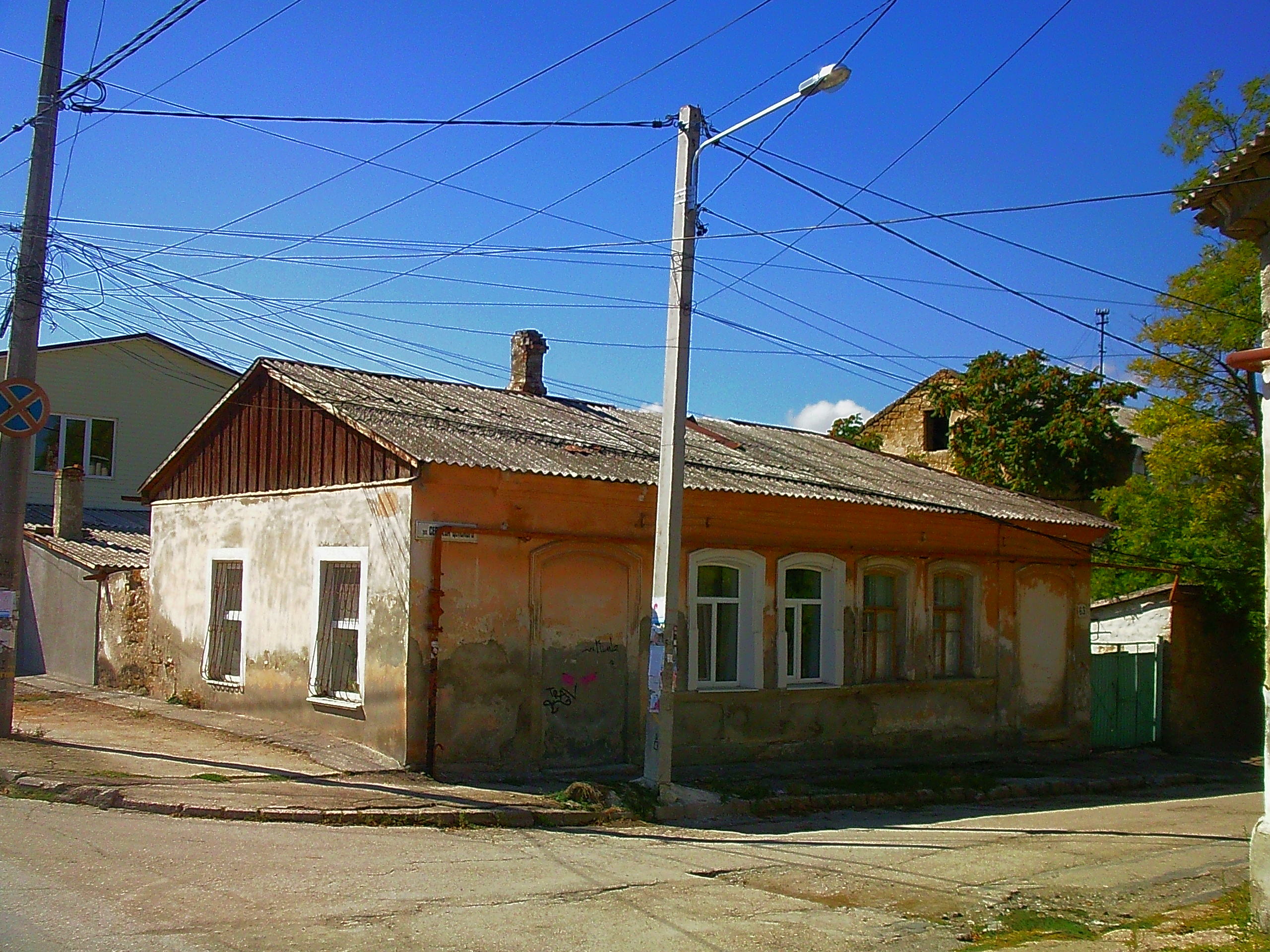
2012 год
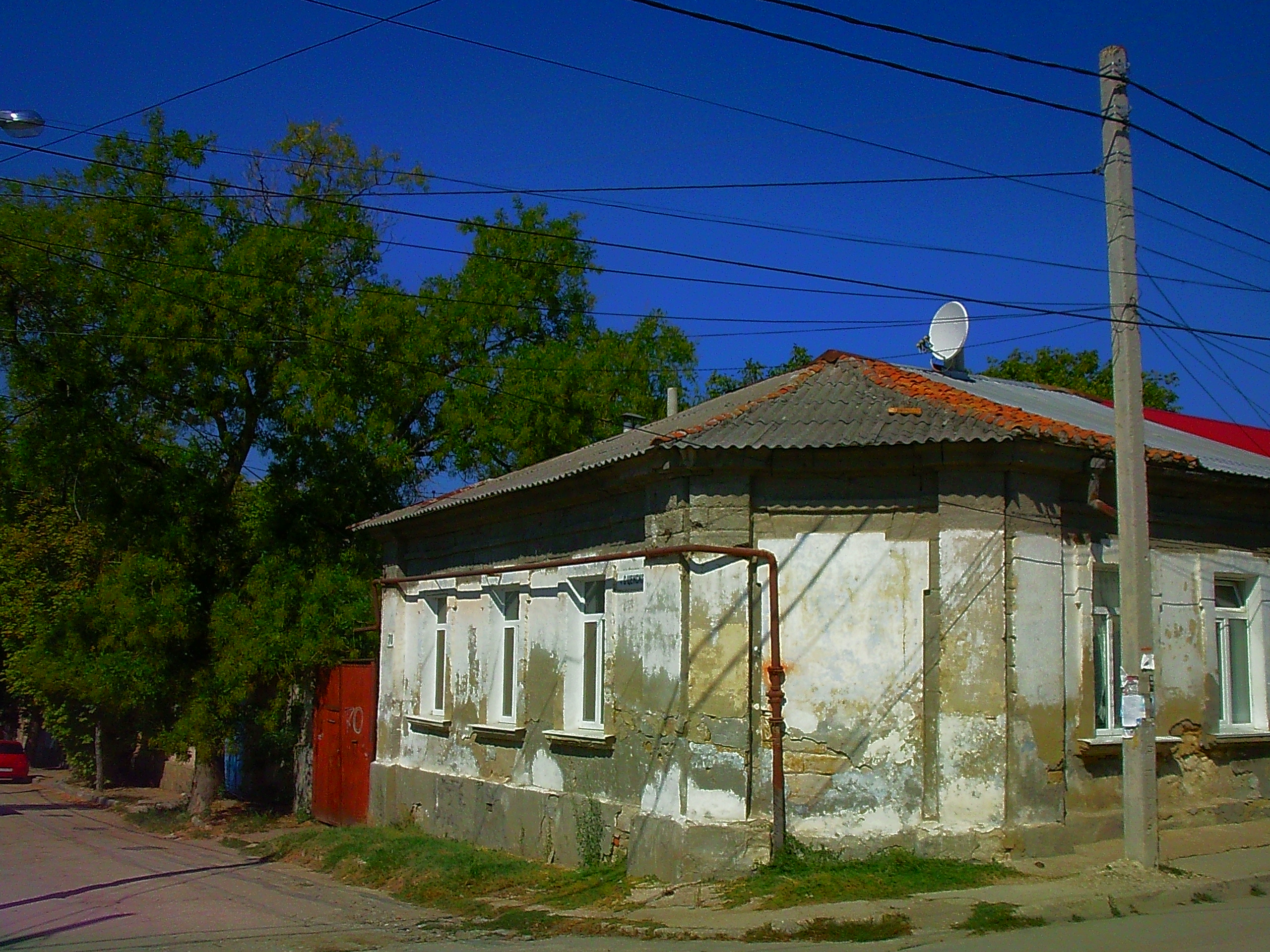
2012 год
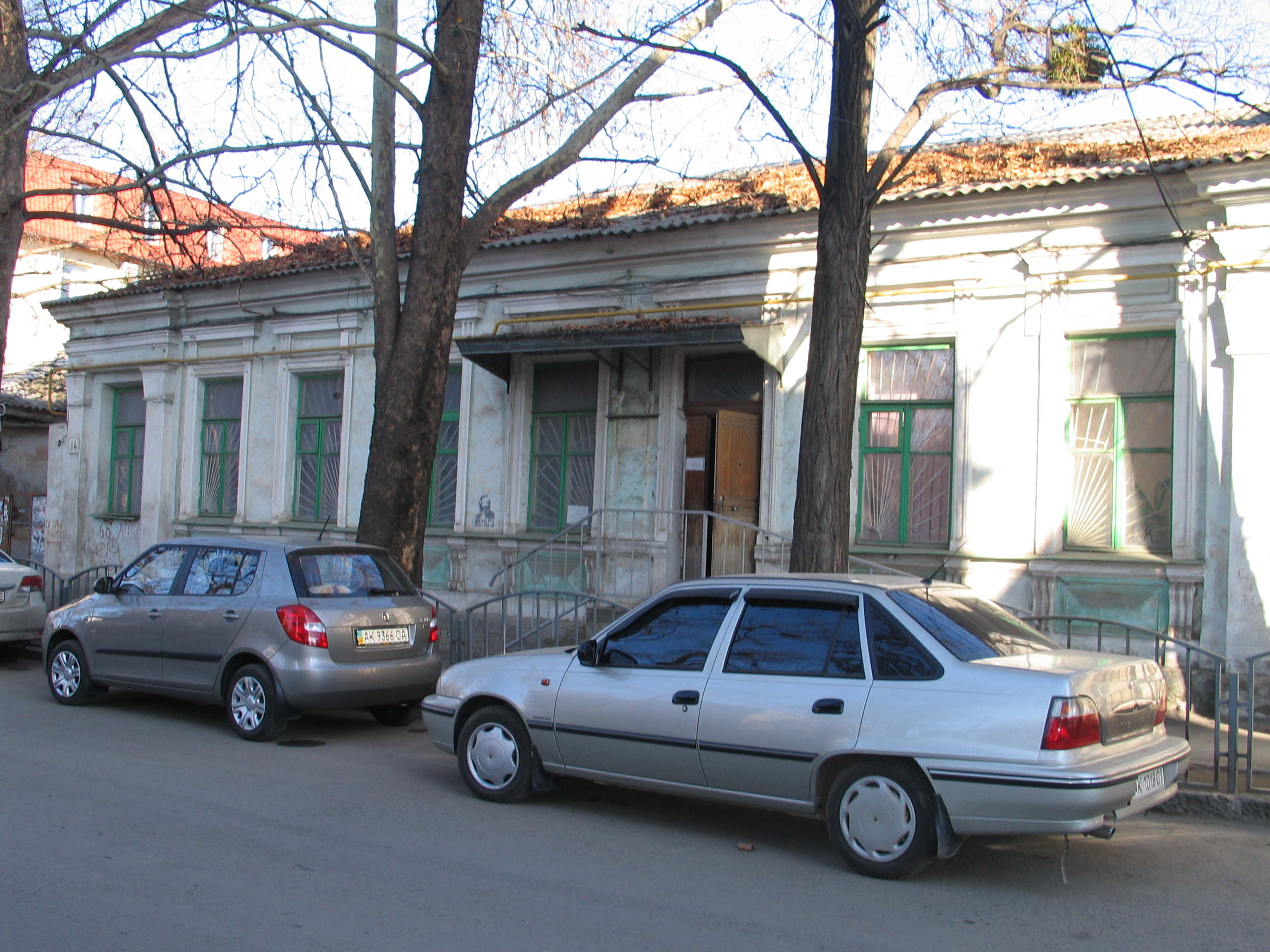
2014 год